# Wereldkampioenschappen noordse combinatie 2015
De wereldkampioenschappen noordse combinatie 2015 werden van 20 tot en met 28 februari 2015 gehouden in Falun.

## Wedstrijdschema
| Datum       | Tijd          | Onderdeel            | Detail                    |
| ----------- | ------------- | -------------------- | ------------------------- |
| 20 februari | 10:00 & 16:00 | Gundersen NH (HS100) | HS100 + 10 kilometer      |
| 22 februari | 10:00 & 16:00 | Team                 | HS100 + 4 x 5 kilometer   |
| 26 februari | 10:00 & 15:15 | Gundersen LH (HS134) | HS134 + 10 kilometer      |
| 28 februari | 10:00 & 16:00 | Teamsprint           | HS134 + 2 x 7,5 kilometer |

De letters NH en LH staan respectievelijk voor Normal Hill (normale schans) en Large Hill (grote schans). De letters HS staan voor Hillsize waarbij HS100 en HS134 staat voor de afstand in meters van punt van afsprong (de schans) tot het 32-gradenpunt op de landingshelling. Dit punt ligt op elke schans weer anders.

## Uitslagen

### Gundersen
| HS106 + 10 kilometer | HS106 + 10 kilometer | HS106 + 10 kilometer | HS106 + 10 kilometer |
| #                    | Naam                 | Land                 | Tijd                 |
| -------------------- | -------------------- | -------------------- | -------------------- |
| Goud                 | Johannes Rydzek      | GER                  | 26.38,9              |
| Zilver               | Alessandro Pittin    | ITA                  | + 1,3                |
| Brons                | Jason Lamy-Chappuis  | FRA                  | + 5,0                |
| 4                    | Eric Frenzel         | GER                  | + 6,1                |
| 5                    | Håvard Klemetsen     | NOR                  | + 9,6                |
| 6                    | Akito Watabe         | JPN                  | + 12,2               |
| 7                    | Yoshito Watabe       | JPN                  | + 14,4               |
| 8                    | Jørgen Gråbak        | NOR                  | + 52,6               |
| 9                    | Fabian Rießle        | GER                  | + 58,7               |
| 10                   | Bernhard Gruber      | AUT                  | + 59,5               |

| HS134 + 10 kilometer | HS134 + 10 kilometer | HS134 + 10 kilometer | HS134 + 10 kilometer |
| #                    | Naam                 | Land                 | Tijd                 |
| -------------------- | -------------------- | -------------------- | -------------------- |
| Goud                 | Bernhard Gruber      | AUT                  | 22.45,8              |
| Zilver               | François Braud       | FRA                  | + 11,9               |
| Brons                | Johannes Rydzek      | GER                  | + 14,9               |
| 4                    | Magnus Moan          | NOR                  | + 15,9               |
| 5                    | Bryan Fletcher       | USA                  | + 23,4               |
| 6                    | Jason Lamy-Chappuis  | FRA                  | + 27,0               |
| 7                    | Akito Watabe         | JPN                  | + 30,3               |
| 8                    | Sébastien Lacroix    | FRA                  | + 30,9               |
| 9                    | Tino Edelmann        | GER                  | + 31,5               |
| 10                   | Eric Frenzel         | GER                  | + 31,5               |

### Team
| HS106 + 4×5 kilometer | HS106 + 4×5 kilometer                                                | HS106 + 4×5 kilometer | HS106 + 4×5 kilometer |
| #                     | Naam                                                                 | Land                  | Tijd                  |
| --------------------- | -------------------------------------------------------------------- | --------------------- | --------------------- |
| Goud                  | Tino Edelmann Eric Frenzel Fabian Rießle Johannes Rydzek             | GER                   | 44.20,7               |
| Zilver                | Magnus Moan Håvard Klemetsen Mikko Kokslien Jørgen Gråbak            | NOR                   | + 23,1                |
| Brons                 | François Braud Maxime Laheurte Sébastien Lacroix Jason Lamy-Chappuis | FRA                   | + 39,6                |
| 4                     | Armin Bauer Lukas Runggaldier Samuel Costa Alessandro Pittin         | ITA                   | + 1.10,1              |
| 5                     | Philipp Orter Lukas Klapfer Bernhard Gruber Sepp Schneider           | AUT                   | + 1.10,5              |
| 6                     | Taihei Kato Yoshito Watabe Hideaki Nagai Akito Watabe                | JPN                   | + 1.11,5              |
| 7                     | Bryan Fletcher Taylor Fletcher Adam Loomis Bill Demong               | USA                   | + 2.37,8              |
| 8                     | Tomáš Portyk Petr Kutal Lukáš Rypl Miroslav Dvořák                   | CZE                   | + 3.46,4              |
| 9                     | Leevi Mutru Eetu Vähäsöyrinki Ilkka Herola Jim Härtull               | FIN                   | + 4.08,0              |
| 10                    | Kail Piho Kristian Ilves Karl-August Tiirmaa Han-Hendrik Piho        | EST                   | + 5.25,8              |

### Teamsprint
| HS134 + 2×7,5 kilometer | HS134 + 2×7,5 kilometer            | HS134 + 2×7,5 kilometer | HS134 + 2×7,5 kilometer |
| #                       | Naam                               | Land                    | Tijd                    |
| ----------------------- | ---------------------------------- | ----------------------- | ----------------------- |
| Goud                    | François Braud Jason Lamy-Chappuis | FRA                     | 38.31,6                 |
| Zilver                  | Eric Frenzel Johannes Rydzek       | GER                     | + 2,7                   |
| Brons                   | Magnus Moan Håvard Klemetsen       | NOR                     | + 19,4                  |
| 4                       | Ilkka Herola Jim Härtull           | FIN                     | + 1.04,2                |
| 5                       | Samuel Costa Alessandro Pittin     | ITA                     | + 1.18,7                |
| 6                       | Yoshito Watabe Akito Watabe        | JPN                     | + 1.25,7                |
| 7                       | Sepp Schneider Bernhard Gruber     | AUT                     | + 1.40,9                |
| 8                       | Tomáš Portyk Miroslav Dvořák       | CZE                     | + 1.50,4                |
| 9                       | Bryan Fletcher Taylor Fletcher     | USA                     | + 1.59,9                |
| 10                      | Marjan Jelenko Gasper Berlot       | SLO                     | + 3.34,2                |

### Medailleklassement
| Plaats | Land       | Goud | Zilver | Brons | Totaal |
| 1      | Duitsland  | 2    | 1      | 1     | 4      |
| 2      | Oostenrijk | 1    | 0      | 0     | 1      |
| 3      | Frankrijk  | 1    | 1      | 2     | 4      |
| 4      | Noorwegen  | 0    | 1      | 1     | 2      |
| 5      | Italië     | 0    | 1      | 0     | 1      |
| Totaal | Totaal     | 4    | 4      | 4     | 12     |